# Éméville
Éméville é uma comuna francesa na região administrativa de Altos da França, no departamento de Oise. Estende-se por uma área de 1,84 km². Em 2010 a comuna tinha 294 habitantes (densidade: 159,8 hab./km²).